# KSK
Kommando Spezialkräfte (Fork. KSK) er en speciel enhed i det tyske forsvar, der ligger i Graf-Zeppelin-kasernen i Calw, Baden-Württemberg.
KSK er en del af Bundeswehr-indsatsstyrkerne og svarer f.eks. til engelske Special Air Service og United States Army Special Operations Command.
Kommandoen blev etableret i midten af 1990'erne og begyndte sin virksomhed i 1997 efter stærk kritik af, at tyske statsborgere i 1994 skulle reddes af belgiske faldskærmsfolk under folkemordet i Rwanda. KSK har efter sin grundlæggelse deltaget i søgning efter krigsforbrydere i det tidligere Jugoslavien og terrorbekæmpelse i Afghanistan.